# Bahita laticeps
Bahita laticeps är en insektsart som beskrevs av Henry Fairfield Osborn 1923. Bahita laticeps ingår i släktet Bahita och familjen dvärgstritar. Inga underarter finns listade i Catalogue of Life.